# Arthur Virgílio Neto
Arthur Virgílio do Carmo Ribeiro Neto GOMM (Manaus, 15 de novembro de 1945) é um diplomata, sociólogo e político brasileiro que atualmente está sem partido. Foi ministro-chefe da Secretaria-Geral da Presidência da República durante o Governo FHC, senador e deputado federal pelo Amazonas, e prefeito de Manaus por três mandatos.
Filho do político amazonense Arthur Virgílio Filho, Arthur Virgílio Neto formou-se em Ciências Jurídicas e Sociais pela Faculdade Nacional de Direito da Universidade Federal do Rio de Janeiro, na qual foi orador do Centro Acadêmico Cândido de Oliveira. É diplomata de carreira formado pelo Instituto Rio Branco.

## Política
Na juventude foi militante do PCB. Posteriormente foi filiado ao PMDB, PSB. Foi filiado ao PSDB entre 1989 até 2022, partido do qual foi um dos fundadores.
Candidatou-se a deputado federal em 1978 pelo MDB obtendo a primeira suplência. Eleger-se-ia a este cargo na eleição seguinte, em 1982, pelo PMDB. Foi candidato a governador do Amazonas em 1986 pelo PSB, sendo derrotado por Amazonino Mendes. Pelo mesmo PSB foi eleito prefeito de Manaus em 1988, derrotando o ex-governador Gilberto Mestrinho. Ainda no início do mandato, em 1989, migrou para o PSDB, partido que havia ajudado a fundar no ano anterior, do qual ainda é membro. Novamente deputado federal em 1994, seria reeleito em 1998. Foi um dos líderes do governo Fernando Henrique Cardoso na Câmara, ocupando o cargo de Ministro-Chefe da Secretaria-Geral da Presidência da República.
Eleito senador em 2002, tornou-se líder da bancada do PSDB no Senado em 2003. No ano seguinte, foi admitido pelo presidente Luiz Inácio Lula da Silva à Ordem do Mérito Militar no grau de Grande-Oficial especial. Entretanto, como um dos lideres da oposição, foi um dos críticos mais firmes do governo do presidente Lula. Foi um dos principais protagonistas para a derrubada da Contribuição Provisória sobre a Movimentação ou Transmissão de Valores e de Créditos e Direitos de Natureza Financeira (CPMF).
Em 2006 foi novamente candidato ao governo do Amazonas, obtendo 5,5% dos votos, ficando na terceira colocação.
Depois de dois anos sem mandato político, lançou sua candidatura a prefeito de Manaus para o período 2013–2016. Arthur começou o jogo político inicialmente desacreditado, sendo que em suas primeiras matérias, afirmava que tentaria chegar forte ao segundo turno, em contra-afirmação a uma de suas adversárias que garantira vencer ainda no primeiro. Inicialmente Arthur buscava um confronto direto com Eduardo Braga caso o mesmo entrasse na disputa que acabou não confirmando sua participação.

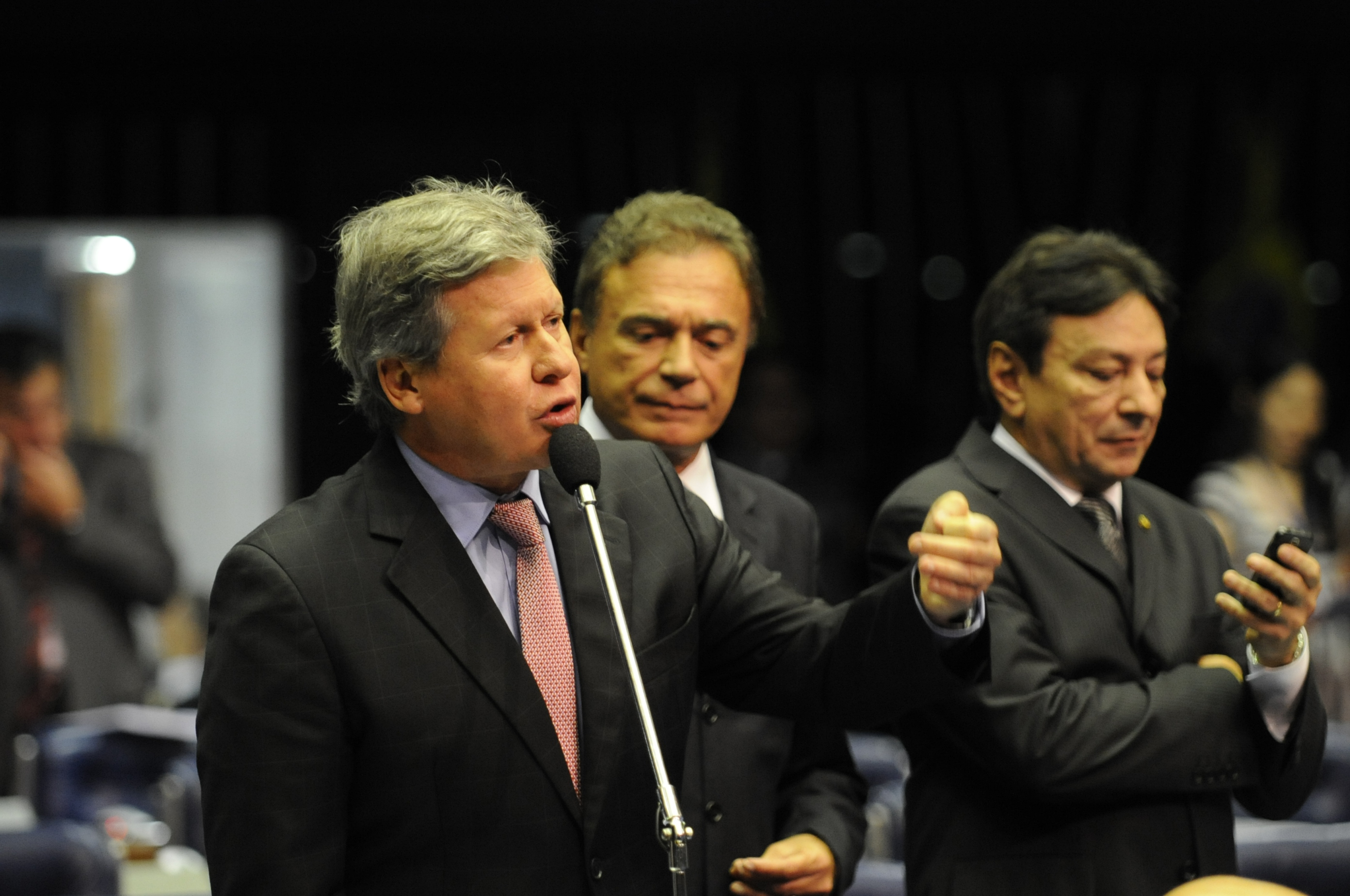
Arthur Virgílio discursa em fevereiro de 2010

Iniciando a campanha, Arthur já despontava como provável vencedor nas pesquisas, fato consumado em 7 de outubro, quando venceu o primeiro turno com 40,55% dos votos (385 855 votos), qualificando-se para disputar o segundo turno junto a senadora do Partido Comunista do Brasil (PC do B), Vanessa Grazziotin, que o havia derrotado na busca pelo Senado em 2010, esta que somou 19,95% dos votos. A eleição de 2012 marcou simbolicamente a "ressurreição" política de Arthur, que depois da eleição vencida para o senado em 2002, colecionou derrotas políticas apoiando tanto candidatos para a prefeitura de Manaus (em 2004, apoiou o seu filho, Arthur Virgílio Bisneto, que amargou a quinta colocação no pleito, não tendo disputado sequer o segundo turno; em 2008, apoiou o então candidato à reeleição Serafim Corrêa, que fora derrotado nos dois turnos do pleito por Amazonino Mendes) quanto concorrendo diretamente ao governo do Amazonas (em 2006 concorreu ao governo do estado juntamente com o governador na época, Eduardo Braga e seu antecessor, Amazonino Mendes, consideradas na época as duas forças políticas mais expressivas do estado. Ao fim do pleito, Braga foi reeleito e Arthur amargou a terceira colocação), além da sua própria reeleição para o Senado em 2010, sendo que apenas na tentativa de reeleição para o senado o mesmo conseguiu votação expressiva. Em 2016, reelegeu-se prefeito de Manaus no segundo turno, vencendo Marcelo Ramos com 55,96%  dos votos válidos.
Em 17 de novembro de 2022, Arthur Neto anunciou a sua saída do PSDB. A decisão de Arthur ocorreu após o presidente nacional do partido, Bruno Araújo, indicar o então senador Plínio Valério para ser o novo presidente da sigla no Amazonas. Após a troca do diretório regional, o ex-prefeito de Manaus chamou a atual direção da legenda de 'decadente' ao comunicar sua desfiliação após 33 anos.

## Vida pessoal
É filho de Arthur Virgílio do Carmo Ribeiro e Isabel Vitória de Mattos Pereira do Carmo Ribeiro; tem quatro filhos, Arthur Bisneto, Nicole, Juliano e Ana Carolina, foi casado com Maria Goreth Garcia do Carmo Ribeiro, mãe de Juliano e Ana Carolina, sendo que Arthur Virgílio Bisneto, seu filho mais velho do primeiro casamento, é deputado federal  pelo Amazonas. Seu avô e bisavô também tiveram carreira política no estado, dois deles sendo senadores.
Praticante das artes marciais, é faixa vermelha 9 graus em jiu-jítsu e faixa preta em judô. É acadêmico titular da Academia Amazonense de Letras, na cadeira nº 3, eleito em 3 de outubro de 2011 e recebido em 16 de dezembro do mesmo ano.
Em 17 de agosto de 2016, Arthur Virgílio Neto assumiu publicamente seu relacionamento com a arquiteta carioca Elisabeth Pereira Valeiko.

## Polêmicas
Em 6 de agosto de 2009, em meio a denúncias contra o presidente do Senado José Sarney, defendeu o afastamento do mesmo e sofreu representação do PMDB, partido de Sarney, no Conselho de Ética do Senado. Treze dias depois, entretanto, o referido Conselho arquivaria por unanimidade a representação.
Em 2016 foi citado por executivos da Odebrecht, pelo recebimento de propina, por um esquema de lavagem de dinheiro envolvendo o Grupo Petrópolis.
Em junho de 2020, ingressou no Supremo Tribunal Federal (STF) com um queixa-crime contra o presidente Jair Bolsonaro por injúria e difamação nas falas do presidente na reunião ministerial de 22 de abril. Mais tarde, denunciou o presidente na Organização das Nações Unidas (ONU) e á Corte Internacional de Justiça (CIJ), pedindo providências urgentes para evitar a dizimação dos indígenas brasileiros pela Pandemia de COVID-19.